# Organización Independiente Valenciana
Organización Independiente Valenciana (OIV) es un partido político de carácter regionalista, ciudadano e independiente circunscrito a la provincia de Valencia, España. Agrupa distintas organizaciones independientes de ámbito local de carácter de centro-derecha. 

## Historia
Surge en 1982 tras la disolución de Unión de Centro Democrático, mediante la unión de distintas agrupaciones centristas locales de la provincia de Valencia y numerosos concejales elegidos por las listas de aquel partido en las elecciones municipales de 1979. Se inscribe como partido político en el Ministerio del Interior el 8 de marzo de 1983. Su objetivo electoral ha sido obtener representación municipal en localidades valencianas de tamaño medio, aunque en algunas ocasiones se ha presentado simultáneamente a las elecciones autonómicas.
El partido estuvo liderado desde su fundación por el histórico concejal de Oliva Vicente Morera Sendra, quien ya fue elegido concejal en 1973 por el tercio familiar dentro de la estructura municipal franquista. Tras la llegada de la democracia fue siendo reelegido en las distintas elecciones municipales en su localidad, en 1979 en una candidatura local denominada Agrupación Independiente y a partir de 1983 como cabeza de lista de la O.I.V., ocupando el cargo de concejal hasta 2006 y la presidencia del partido hasta su fallecimiento en 2008.
- Su mejor resultado electoral lo obtuvo en las elecciones municipales 1983 con 75 concejales. Fue la lista más votada en Puebla de Vallbona consiguiendo 4 concejales y en Ademuz con 5 concejales, siendo nombrados alcaldes sus respectivos candidatos Vicente Alba y Martirián Sánchez. 7 en Liria, 5 en Oliva, 3 en La Eliana 2 en Sagunto y Benisanó, 1 en Olocau y Ribarroja.

- En las elecciones municipales de 1987 descendió a 25 concejales, 4 de ellos en Utiel y 3 en Requena, convirtiéndose en la segunda fuerza política de ambos municipios. Obtuvo 2 concejales en Oliva y Liria.

- En las elecciones municipales de 1991 logró 8 concejales, 3 de ellos en Utiel, 1 en Oliva y otro en Requena. Se presentó nuevamente en Sagunto sin obtener representación.

- En las elecciones municipales de 1995 logró 9 concejales, 4 de ellos en la localidad de Requena y 2 en Utiel. En Caudete de las Fuentes fue la lista más votada con 2 concejales.

- En las elecciones municipales de 1999 únicamente obtuvo 1 concejal, en la localidad de Requena. En Oliva volvió a presentarse en solitario, sin alcanzar representación, y en Utiel la organización local se desligó del partido.

- En las elecciones municipales de 2003 mejoró sus resultados, obteniendo un total de 6 concejales: 2 en Oliva, 2 en Requena, 1 en Piles y 1 en Puebla de Vallbona. Su portavoz en el ayuntamiento de Requena fue Julián Sánchez posibilitando con sus dos concejales el gobierno municipal del Partido Popular, pero uno de ellos (José García Salas) se fue al grupo mixto, pactando su entrada en el gobierno municipal con el PSPV-PSOE. Esta crisis provocó la desaparición del partido en la localidad.

- En 2006 el partido se integró en la Coalición Valenciana, participando dentro de la misma en las elecciones autonómicas del siguiente año con discretos resultados. En las elecciones municipales de 2007 reapareció en Caudete de las Fuentes obteniendo dos concejales y conservó el que había obtenido en Puebla de Vallbona, no presentándose en solitario en ninguna otra localidad. En Piles y Oliva se presentó junto a Coalición Valenciana, convirtiéndose en la segunda fuerza local en la primera con 3 concejales, y no obteniendo representación en la segunda.

- En las elecciones municipales de 2011 únicamente se presentó en solitario en el municipio de Caudete de las Fuentes, revalidando sus 2 concejales. En Piles volvió a presentarse junto a Coalición Valenciana, conservando 2 concejales. En Oliva se integró en las listas del Partido Popular, resultando elegido Vicente Morera, hijo del fundador del partido, siendo nombrado concejal de urbanismo. En las elecciones autonómicas del mismo año volvió a comparecer dentro de Coalición Valenciana sin mejorar los resultados electorales.

## Resultados electorales
| Elecciones municipales |        |            |            |
| Año                    | Votos  | Porcentaje | Concejales |
| 1983                   | 17.462 |            | 77         |
| 1987                   | 11.385 | 0,89%      | 25         |
| 1991                   | 4.935  | 0,44%      | 8          |
| 1995                   | 4.291  | 0,32%      | 9          |
| 1999                   | 1.931  | 0,16%      | 1          |
| 2003                   | 2.904  | 0,22%      | 6          |
| 2007                   | 957    | 0,07%      | 3          |
| 2011                   | 138    | 0,01%      | 2          |

- Porcentajes de voto sobre el total de la provincia de Valencia

| Elecciones autonómicas |        |            |           |
| Año                    | Votos  | Porcentaje | Diputados |
| 1983                   | 12.585 | 0,66%      | 0         |
| 1999                   | 1.316  | 0,06%      | 0         |

- Porcentajes de voto sobre el total de la Comunidad Valenciana
- En las elecciones autonómicas de 2007 y 2011 O.I.V. se presenta dentro de Coalición Valenciana

- Datos: Q11696859